# Goyave
Goyave – miasto na Gwadelupie (Departament zamorski Francji); 7661 mieszkańców (2007)